# S/2003 J 4
S/2003 J 4 es un satélite retrógrado irregular de Júpiter. Fue descubierto por un equipo de astrónomos de la Universidad de Hawái dirigidos por Scott S. Sheppard, en el año 2003.
S/2003 J 4 tiene unos 2 kilómetros de diámetro, y orbita a Júpiter a una distancia media de 23,571 millones de km en 739.294 días, a una inclinación de 147° a la eclíptica (149° al ecuador de Júpiter), en una dirección retrógrada y con una excentricidad de 0,3931.
Pertenece al grupo de Pasífae, compuesto de los satélites irregulares retrógrados de Júpiter en órbitas entre los 22,8 y 24,1 millones de km y con inclinaciones de entre 144.5° y 158.3°.